# Yahtzee
Le Yahtzee (aussi orthographié Yatzee, Yatzy) ou le Yam's, est un jeu de société traditionnel de hasard raisonné. Le but est d'enchaîner les combinaisons à l'aide de cinq dés pour remporter un maximum de points. Il appartient au domaine public.

## Histoire
Le Yahtzee voit le jour au Canada en 1954. Son origine est liée à l’histoire d’un couple qui, pour passer le temps sur leur yacht, fait découvrir à leurs visiteurs un jeu de dés qu’ils ont inventé : le « Yacht Game ». Ce jeu de table connut un succès auprès des convives. Le couple demanda alors au fabricant de jeux Edwin S. Lowe de produire des échantillons pour qu’ils puissent en distribuer à leurs amis. Après la production de 1 000 exemplaires, le fabricant racheta les droits, et renomma le jeu « Yahtzee ».
En 1973, Milton Bradley (MB), firme de Hasbro, achète la E. S. Lowe Company et acquiert de ce fait les droits du jeu Yahtzee.

## Règles
De nombreuses variantes existent dans l'établissement de la feuille de score et dans le décompte des points. Généralement, les figures sont séparés en deux parties : la partie mineure et la partie majeure.

### Matériel
Pour jouer au Yahtzee, il faut cinq dés classiques à six faces, ainsi qu'une feuille permettant de noter les scores.

### Déroulement du jeu
Le jeu se déroule tour à tour. À son tour, chaque joueur lance les cinq dés dans le but d'obtenir une figure (c'est-à-dire, un arrangement particulier des dés) permettant de marquer des points. Le joueur a le droit à trois lancers de dés par tour. Après chaque lancer, il peut choisir de mettre de côté certains de ces dés, et relancer le reste.
Après un maximum de trois lancers, le joueur doit choisir entre marquer une figure dont il remplit les conditions, ou barrer une figure. Marquer une figure permet d'inscrire le score dans la ligne et donc d'obtenir les points correspondants. S'il n'a aucune combinaison de dés, ou s'il ne peut pas marquer de figure, il doit barrer une figure et inscrire 0 dans la ligne de son choix : il ne pourra pas marquer les points de cet item dans la partie. 
Étant donné que l'on remplit une ligne par tour (soit marquée, soit barrée), une partie de Yam's se déroule sur 13 tours de jeu : 6 tours pour la partie mineure, suivis de 7 pour la partie majeure.

### Version originale

#### Partie mineure

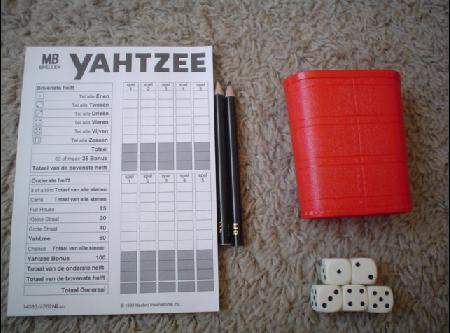
Une grille de Yahtzee.

Les différentes figures de la partie mineure sont les suivantes, :
| Figure | Condition               | Score       | Score maximum |
| ------ | ----------------------- | ----------- | ------------- |
| 1      | Obtenir le maximum de 1 | Somme des 1 | 5 points      |
| 2      | Obtenir le maximum de 2 | Somme des 2 | 10 points     |
| 3      | Obtenir le maximum de 3 | Somme des 3 | 15 points     |
| 4      | Obtenir le maximum de 4 | Somme des 4 | 20 points     |
| 5      | Obtenir le maximum de 5 | Somme des 5 | 25 points     |
| 6      | Obtenir le maximum de 6 | Somme des 6 | 30 points     |

Si le total de la partie mineure est égale ou supérieur à 63 points, le joueur obtient un bonus de 35 points. Le score maximum de la partie mineure est de 140 points mais la probabilité est très faible tandis que le score minimum est de 21 points.

#### Partie majeure
Les différentes figures de la partie majeure sont les suivantes, :
| Figure       | Condition                                    | Score              | Score maximum |
| ------------ | -------------------------------------------- | ------------------ | ------------- |
| Brelan       | Obtenir trois dés de même valeur             | Somme des cinq dés | 30 points     |
| Carré        | Obtenir quatre dés de même valeur            | Somme des cinq dés | 30 points     |
| Full         | Obtenir un brelan et deux dés de même valeur | 25 points          | 25 points     |
| Petite suite | Obtenir une suite de 4 chiffres.             | 30 points          | 30 points     |
| Grande suite | Obtenir une suite de 5 chiffres.             | 40 points          | 40 points     |
| Yam's        | Obtenir cinq dés de même valeur              | 50 points          | 50 points     |
| Chance       | Aucune condition                             | Somme des cinq dés | 30 points     |

Dans cette partie majeure, le score maximum que l'on peut théoriquement atteindre (bien qu'avec une probabilité très faible) est de 235 points, tandis que le score minimum est de 160 points.
Si l'on fait un deuxième Yam's, on obtient un bonus dans la ligne Yam's de 100 points, en plus de marquer ce lancer de dés dans une des autres lignes disponibles. Le maximum théorique de points pour la partie majeure est donc de 335 points. Par contre, si le joueur qui fait un Yam's a décidé de barrer la ligne lors d'une tour précédent, il ne peut rien marquer dans la ligne (et donc n'obtenir ni les 50 points d'un premier Yam's, ni le bonus éventuel d'un deuxième). 

### Fin du jeu
Une fois que tous les joueurs ont effectué ou barré toutes leurs figures, les points sont comptés et le joueur ayant le plus de points est désigné vainqueur.

## Variantes
Il existe plusieurs variantes concernant le comptage des points.
Dans la variante dite « complexe », le joueur doit compléter trois colonnes comprenant les mêmes figures que dans la version classique. La première colonne se complète dans l'ordre ascendant, la deuxième, dans l'ordre descendant, et la dernière de manière libre. En outre, une colonne dite « sec » est parfois ajoutée, n'autorisant qu'un seul lancer.
Une autre variante ajoute deux figures en lieu et place de la figure « chance ». La figure « plus » est complétée par la somme des cinq dés, sans conditions particulière, et la figure « moins » dont le score est diminué de la somme des cinq dés, sans conditions particulière. Dans certaines règles, les points obtenus par ces deux figures sont la différence de ces deux valeurs, multipliée par le nombre de uns obtenus dans la catégorie mineure dédiée.
Enfin, dans certaines variantes, le brelan vaut 10 points additionnés de la somme des trois dés, le carré vaut 20 points additionnés de la somme des quatre dés, et le full vaut 10 points additionnés de la somme des cinq dés.
On peut jouer avec des dés de différents nombres de faces afin de rajouter une dimension stratégique supplémentaire aux paris, ou encore pour permettre davantage de combinaisons.